# Relapse: Refill
《Relapse: Refill》은 2009년 12월 21일에 발매된 에미넴 6집 Relapse에 수록되어 있는 곡을 포함해서 미쳐 수록되지 못한 곡들이 수록이 되어 있는 앨범이다. 총 8곡이 더 수록이 되었다.
추가된 수록곡
- Forever (feat. Drake, Kanye West & Lil Wayne)
- Hell Breaks House (feat. Dr. Dre)
- Buffalo Bill
- Elevator
- Taking My Ball
- Music Box
- Drop The Bomb On 'Em
- My Dalling

## 같이 보기
- Relapse